# Wappen der Provinz Córdoba (Spanien)

Wappen der Provinz Córdoba, 2008

Das Wappen der Provinz Córdoba in Andalusien wurde erst am 17. Dezember 2008 von der Regierung der Autonomen Gemeinschaft Andalusien offiziell anerkannt. Es ist aber weit älter und sein erstes schriftliches Zeugnis reicht bis an den Beginn des 17. Jahrhunderts zurück. Am 18. Februar 1963 erschien eine Briefmarke mit dem Wappen der Provinz als vierzehnte Briefmarke einer Serie Escudos provinciales españoles.

## Beschreibung
In der Heraldik werden die Bezeichnungen rechts und links grundsätzlich aus der Sicht der Person verwendet, die den Schild vor sich her tragen würde, also entgegengesetzt zur Sicht des Betrachters.
In silbernem Feld steht ein aufrechter, roter, nach rechts sehender Löwe. Der Schildrand ist in acht Felder unterteilt, wobei sich vier rote Felder mit einem goldenen, schwarz vermauerten Kastell mit blauen Fenstern und Toren mit vier silbernen Feldern mit einem aufrechten, roten, nach rechts sehenden Löwen abwechseln. Auf dem Schild liegt die geschlossene spanische Königskrone mit blauem Reichsapfel und goldenem Äquator, Halbmeridian und Kreuz.

## Historische Herkunft der Wappenbestandteile
Der aufrechte rote Löwe ist eine Variante des Wappens des Königreichs León, wo der Löwe unter König Alfons VII. (1126–1157) erstmals auftaucht. Allerdings ist dieser Löwe purpurfarben und meist mit einer goldenen Krone gekrönt. Das goldene Kastell mit den drei Türmen steht für das Königreich Kastilien, der rote Löwe wiederum für das Königreich León, was in Kombination das Wappen der Katholischen Könige Isabela I. von Kastilien und Fernando II. ergibt, die im Januar 1486 im Alcázar de los Reyes Cristianos in Córdoba Christoph Kolumbus empfingen, damit er sein Expeditionsprojekt vorstellen konnte.
Es existieren mehrere ältere Beschreibungen des Wappens der Provinz Córdoba. So beschreibt der Dekan der Wappenkönige des Königs Alfons XII., Luis Villar y Pascual, am 25. Oktober 1878 das Provinzwappen nahezu identisch wie heute, nur hatte der zentrale rote Löwe noch die goldene Krone auf dem Kopf, wie es dem Wappen des Königreichs León entspricht. Bei den Feierlichkeiten des 20. Februar 1724 in Córdoba nach der Proklamation des neuen spanischen Königs Luis I. wurde ebenfalls dieses Wappen gezeigt, das damals sowohl die Provinz als auch die Stadt Córdoba verwendeten. Ob der Löwe bekrönt war oder nicht, ist nicht überliefert. Und das älteste Zeugnis der Verwendung des Wappens findet sich im Manuskript „Historia y Descripción de la Antigüedad y Descendencia de la Casa de Cordova“, das sein Verfasser Don Francisco Fernández de Cordova zwischen 1604 und seinem Tod im Juli 1626 geschrieben haben muss. Hier wird der Wappenschild als golden statt heute silbern und der rote Löwe als gekrönt beschrieben. Letztlich hat sich somit das Provinzwappen von Córdoba seit annähernd 400 Jahren nicht wesentlich verändert.